# San Salvatore di Fitalia
Pour les articles homonymes, voir San Salvatore.
San Salvatore di Fitalia est une commune italienne de la province de Messine, dans la région Sicile.

## Géographie

### Localisation
La ville est située à environ 120 kilomètres à l'est de Palerme et à environ 70 kilomètres à l'ouest de Messine.

### Hameaux
S.Antonio, Mallina, Dovera, Grazia, Scrisera, S.Adriano,S. Biagio, S.Lucia, Pagliazzo, Bufana

### Communes limitrophes
Castell'Umberto, Frazzanò, Galati Mamertino, Mirto, Naso, Tortorici.

## Administration
| Période                                  | Période | Identité            | Étiquette | Qualité |
| ---------------------------------------- | ------- | ------------------- | --------- | ------- |
| Les données manquantes sont à compléter. |         |                     |           |         |
| 2020                                     |         | Giuseppe Pizzolante |           |         |

## Culture

### Fêtes
Le Saint patron de la ville est San Calogero (it).
Une fête lui est dédiée le 20 août. Elle réunit de nombreux habitants des villages des alentours qui viennent assister aux festivités ainsi qu'aux processions dédiées à San Calogero.